# Raslina
Raslina falu Horvátországban Šibenik-Knin megyében. Közigazgatásilag Šibenikhez tartozik.

## Fekvése
Šibenik központjától légvonalban 8, közúton 16 km-re északnyugatra, Dalmácia középső részén, a Krka tóvá szélesedő alsó folyásának, a Prokljana-tónak a nyugati partján fekszik.

## Története
Területe már az ókorban is lakott volt. A település közelében a Prokljana-tó vizéből helyenként ókori falmaradványok állnak ki, melyeket a nép Gavanovi dvorinak nevez és számos helyi legenda fűződik hozzájuk. A települést 1298-ban a šibeniki püspökség alapításkor említik először, akkor 16 háztartásban 109 lakos élt itt. A Magyar Királyság része volt, majd 1409-ben László nápolyi király Dalmáciával együtt százezer aranydukátért eladta Velencének. 1457-ben említik először Szent Mihály tiszteletére szentelt templomát, mely valószínűleg ennél sokkal előbb épült. A Skradin körzetéhez tartozó települést 1463-ban „villa Proclan” alakban említik. 1515-ben már állt erős falakkal és tornyokkal rendelkező vára, melyet a 16. század elején építettek a fenyegető török veszély ellen. 1576-ban a török a várat teljesen lerombolta. Mára nyoma sem maradt. Raslina évszázadokig velencei uralom alatt volt. 1709-ben az összeírás szerinti 61 háztartásában 318 lakos élt. 1797-ben a Velencei Köztársaság megszűnésével a Habsburg Birodalom része lett. 1806-ban Napóleon csapatai foglalták el és 1813-ig francia uralom alatt állt. Napóleon bukása után ismét Habsburg uralom következett, mely az első világháború végéig tartott. A településnek 1857-ben 225, 1910-ben 388 lakosa volt. Egyházilag 1298 és 1570 között önálló plébániája volt, ezután a dolaci Szent Kereszt plébániához, majd 1799-től Zatonhoz tartozott. A raslinai plébániát 1853-ban alapították újra, a gaćelezai Szent Antal és a grabovicai Szent György templomok tartoztak hozzá. A település az I. világháború után rövid ideig az Olasz Királyság, ezután a Szerb-Horvát-Szlovén Királyság, majd Jugoszlávia része lett. A második világháború során teljesen felégették. 1991-ben lakosságának 93 százaléka horvát, 4 százaléka szerb nemzetiségű volt. A délszláv háború során mindvégig horvát kézen maradt. 2011-ben 567 lakosa volt, akik főként a turizmusból éltek.

## Lakosság
| Lakosság változása | Lakosság változása | Lakosság változása | Lakosság változása | Lakosság változása | Lakosság változása | Lakosság változása | Lakosság változása | Lakosság változása | Lakosság változása | Lakosság változása | Lakosság változása | Lakosság változása | Lakosság változása | Lakosság változása | Lakosság változása |
| ------------------ | ------------------ | ------------------ | ------------------ | ------------------ | ------------------ | ------------------ | ------------------ | ------------------ | ------------------ | ------------------ | ------------------ | ------------------ | ------------------ | ------------------ | ------------------ |
| 1857               | 1869               | 1880               | 1890               | 1900               | 1910               | 1921               | 1931               | 1948               | 1953               | 1961               | 1971               | 1981               | 1991               | 2001               | 2011               |
| 225                | 0                  | 259                | 283                | 335                | 388                | 392                | 538                | 464                | 527                | 591                | 612                | 565                | 667                | 575                | 567                |

## Nevezetességei
- Mihály arkangyal tiszteletére szentelt régi római katolikus plébániatemploma[5] középkori eredetű. 1457-ben említik először. Egyhajós, nyugat-keleti tájolású épület. A téglalap alakú apszis szélessége megegyezik a hajóval, de a teteje alacsonyabb, mint a hajóé. A nyugati homlokzaton egy egyszerű ajtó található, amelyet kőkeret övez felette pedig egy körablak látható. A homlokzat tetején az oromzaton harangdúc található két boltívvel. A hajó déli falán az ajtó és ablak megegyezik az elülsővel. Egy téglalap alakú ablak az apszis déli falán is található. A templomhajónak és az apszisnak fából készült tetőszerkezete van, amely cserépborítást hordoz. A hajó tetejére félköríves boltozatutánzatot készítettek, hátsó falán pedig félköríves diadalív található. A temetőben álló épületben ma már csak alkalmanként miséznek.
- A plébániaház közelében 1885-ben kápolnát építettek a Gyógyító Boldogasszony tiszteletére, melyet ma plébániatemplomként használnak.
- A közeli kis Stipanac-szigeten középkori templomocska romjai láthatók. 1980-ig egy római vízvezeték boltíve is látható volt itt, amíg egy tűzoltó repülőgép vízibombájával meg nem semmisítette. Apály idején egy több mint egy kilométer hosszú, egészen a szigetig érő ókori töltés maradványa bukkan ki a víz alól. A Prokljana-tónak ez az egyetlen szigete, hosszúsága 110 méter, szélessége 60 méter és mindössze 3 méterrel emelkedik ki a tengerből.
- A település híres halból készített ételkülönlegességeiről és minőségi borairól.